# 板東孝明
板東 孝明（ばんどう たかあき、1957年 - ）は日本のグラフィックデザイナー。武蔵野美術大学基礎デザイン学科教授。同大学で向井周太郎に学ぶ。卒業後、清原悦志の下でタイポグラフィを学び、1985年に独立、郷里の徳島に事務所を開設。デザイナーとして多くのブックデザイン、CI、ポスターなどを手がける。近年はバックミンスター・フラーの シナジェティクス理論、次世代のOSとして「竹」という素材に着目し、研究、応用開発に従事している。

## 経歴
- 1957年 徳島県生まれ。
- 1983年 武蔵野美術大学基礎デザイン学科卒業、
- 1982年 正方形グラフィックス入社。
- 1985年 退社後、郷里の徳島に「板東孝明デザイン事務所」を設立。
- 1993年 ドイツ・シュバービッシュ・ギュムント造形大学特別講義を行う。
- 1994年 ドイツ・ブレーメン造形大学特別講義で講義を行う。
- 1997年 「板東孝明グラフィック・デザイン展」を開催。
- 1998年  吉野川可動堰建設計画に対する市民運動に参加、住民投票の会代表世話人を務め、計画を白紙に戻す。
- 1999年より 武蔵野美術大学視覚伝達デザイン学科で毎年1回、特別講義を行う。
- 2000年 原研哉のディレクションによる「RE DESIGN─日常の21世紀」に参加。
- 2001年 シナジェティクス理論による軽量多面体構造の研究開発をはじめ、軽金属によるストラクチャーシステムを製作。
- 2002年 武蔵野美術大学基礎デザイン学科の教授に就任。
- 2003年 徳島県阿南市でのLEDによる光のイベントに参加。
- 2004年 光環境デザイン（Lightning Enviromental Design）設立に参加、日亜化学工業・日軽金アクトの協力により「光マンダラドーム」を開発・展示。
- 2005年 ラクーア（東京ドーム）、ヴィーナスフォート（お台場）のイルミネーションデザインを担当。
- 2007年 文科省現代GP「EDS竹プロジェクト」でインドネシア・バンドゥン工科大学と協働。
- 2008年 ドイツ・ハノーファーメッセに「ガゼボドーム」・LEDロボット出展。
- 2009年 徳島大学病院と武蔵野美術大学による産学「ホスピタルギャラリーbe」での展示ディレクションを、深澤直人と共に行う。
- 2010年 六本木ヒルズにて、特定非営利活動法人ワールド・ビジョン・ジャパン企画「Child Health Now - アクション！救えるはずの命のために」第1弾、「手形で巨大な地球を完成させよう！」にボランティアとして協力。竹で組まれた直径6メートルの地球を制作。
- 2011年 インドネシアの大学ITB（Institut Teknologi Bandung）で1年間の在外研究を行う。
- 2011年 イタリア・ボルザーノ美術館で行われた企画展「typographictables」へ参加。
- 2014年 武蔵野美術大学とITBによる4年間にわたる共同研究の報告書『竹ーかたちの原像としての民具』を発行。
- 2016年 「ホスピタルギャラリーbe」での活動をまとめた書籍、「ホスピタル ギャラリー」（武蔵野美術大学出版）編・共著（深澤直人/香川 征）を発行。
- 2016年 東京ミッドタウン・デザインハブ第62回企画展「デザインの理念と形成：デザイン学の50年」参加。
- 2018年 松屋銀座にて第749回デザインギャラリー1953企画展「懐中時計礼讃 The Shape of Timelessness」を企画。

## 主な作品、仕事
- リートフェルト、ミース・ファン・デル・ローエ、桂離宮のポスターシリーズ
- 朗文堂「日本タイポグラフィ年鑑1989」、「国際CI年鑑」、「国際CI年鑑2」、「evolution」、「igarashi sculpture」等のブックデザイン
- 「justsystem」発足時のCI、VI
- 「Kieler Woche 1996」（ドイツ、キール市）のアートディレクション
- 「香北町立やなせたかし記念館」、「オーベルジュ土佐山」のCI
- 「バックミンスター・フラーの日本巡回展」のグラフィック、同展示のための「オクタ・ヘリックス・ストラクチャー」
- 「徳島県立近代美術館」のグラフィック（'88年の開館より10年間）
- LEDイルミネーション「光マンダラドーム」
- 武蔵野美術大学80周年記念事業シンボルマーク
- 向井周太郎著「デザイン学 思考のコンステレーション」のブックデザイン
- 2010年度、武蔵野美術大学広報アートディレクション
- 「向井周太郎　世界プロセスとしての身振り」展の広報デザイン
- IDEA magazine no.364「清原悦志・北園克衛」への寄稿
- 東京ミッドタウン・デザインハブ第62回企画展「デザインの理念と形成：デザイン学の50年」のシンボルマーク、アートディレクション
- 第749回デザインギャラリー1953企画展「懐中時計礼讃 The Shape of Timelessness」の企画・デザイン

## 主な受賞
- 1989年 日本グラフィックデザイナー協会新人賞
- 1997年 ミース・ファン・デル・ローエ国際建築コンペ入賞（共作）
- 2000年 CSデザイン賞銀賞
- 2001年 徳島ニュービジネス大賞技術・デザイン融合賞（共同研究）
- 2004年 SDA賞、グッドデザイン賞（共同開発）
- 2010年 竹尾賞（ブックデザイン）
- 2017年 ITB賞